# فولاد سرد

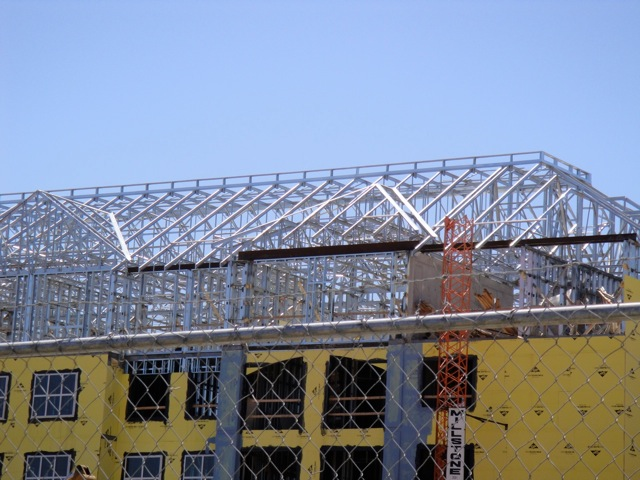
نمونه ای از فولاد سرد که در بسیاری از کارخانه ها و سوله ها کاربرد بیشتری دارد

اجزای خانواده فولاد سرد از ورق‌های فولادی سازه‌ای ساخته می‌شود که از طریق پرس ورقهای بریده شده ویا رول فرمینیگ فولاد توسط مجموعه‌ای از قالب‌ها شکل داده می‌شوند برای شکل‌دهی به این شیوه به عملیات حرارتی نیاز نمی‌باشد (برخلاف فولاد نورد گرم) وبنابراین آن‌ها را با نام فولاد سرد می‌شناسند.
اعضای خانواده فولاد سرد و دیگر محصولات آن نازک تر، سبک تر و دارای تولید ساده‌تری بوده و نوعاً" نسبت به همتاهای تولیدی به شیوه نورد گرم خود از هزینه‌های کمتری برخوردارند گستره‌ای از ضخامت‌های مختلف فولاد برای برآورده کردن نیازهای سازه‌ای وغیر سازه‌ای در دسترس می‌باشند.

## مزایا
فریم‌های فولاد سرد در طی سالیان اخیر بنابه دلایل متعددی مورد توجه مصرف کنندگان قرار گرفته و توانسته است که سهمی از بازار را به خود تخصیص دهد. در واقع بیش از ۵۰٪ از سازه‌های خانه‌سازی درها وایی CFS می‌باشند. دلایل متعددی برای جلب توجه به سمت فریم‌های فولاد سرد وجود دارد. فریم‌های CFS برای کف و دیوارهای داخل بسیار با محصولات چوبی مهندسی و cement board و سازگار می‌باشند.
مطالعات زمان‌سنجی متعدد نشان داده‌اند که مزایایی هزینه‌ای برای کاربران با تجربه CFS در حدود ۲ تا ۶درصد کل هزینه بنا می‌باشند که وابسته به نوع خانه است. همچنین CFS ازتلرانس‌های ابعادی دقیقی برخوردار است. و برای مناطقی با مشکل حشرات وموریانه مواجه می‌باشند گزینه مناسبی است. هیچ دلیلی وجودندارد که منابع موجود برای کمک به طراحان از تسهیلات هزینه‌ای خاصی برخوردار باشند.
فریم‌های CFS آزادی در راهکارهای طراحی را ارائه می‌کنند که نسبت به استفاده از فریم سنتی با صرفه تر خواهند بود. (به عبارتی فضای باز بیشتر، تیرهای بلند ترو سقف‌های بلند)

## مزایای فریم‌های CFS
برخی از کیفیات منحصربه‌فرد فریم‌های فولادی عبارتنداز:
1. فراوانی: اعضای خانواده فولادهای سرد به راحتی توسط توزیع کنندگان محلی تأمین کنندگان و مصالح ساختمانی در دسترس می‌باشند.
2. ثبات قیمت: بهای فولاد در طی دو دهه اخیر تقریباً ثابت بوده‌است.
3. -کیفیت یکپارچه: فولاد دارای گره، پیچش ویا معایب موضعی نمی‌باشد. همواره ا زنظر ابعادی دقیق بوده وتحت تلرانس‌های تعیین شده‌ای تولید می‌گردد.

همخوانی با استانداردها، فریم‌های CFS تحت استانداردهای ICC,CABO, IBC ,IRC قرار دارند، عدم اشتعال ومقاومت بالای آن‌ها امکان استفاده آن‌ها را در ساختمان‌هایی تا ارتفاع ۶ طبقه فراهم می‌آور ند.
1. انعطاف در طراحی: اعضای خانواده CFS در اندازه‌های مختلف موجود می‌باشند و طراح را قادر به برآورده ساختن ملزومات مورد نیاز خود برای بارها، تحت شرایط اقتصادی ودستیابی به طول تیرهای بلند می‌نماید.
2. وزن سبک:لیستوفر وزن فلز مصرفی در CFS تاحد ۴۰٪ نسبت به وزن آهن آلات مرسوم در نورد گرم از مصرف کمتری برخوردارند که این امر وزن سازه را کاهش می‌دهد.
3. نصب آسان: سوراخ‌های موجود بر روی این سازه‌ها نصب خطوط الکتریکی، لوله کشی و مکانیکی را سهولت می‌بخشد
4. ارتجاع کمتر: فریم‌های CFS توسط پیچ بهم متصل می‌گردند و این امر مجازا پس زدگی میخ‌ها را در روش ساخت منازل چوبی حذف می‌کند.
5. ظاهر مشابه: پس از نصب سطوح نهایی نمای داخل و خارج، ساختمان‌های CFS و فولادی از هم قابل تشخیص نخواهند بود.
6. عدم اشتعال: فولادقابل اشتعال نمی‌باشد. از انتشار آتش جلوگیری به عمل می‌آورد و به راحتی با مقررات اشتعال‌پذیری تطابق می‌نمایند.[۲][۳]

## مشخصات
عضوهای CFS عمدتاً توسط علامت شناسایی با لوگوی تولیدکننده، حداقل ضخامت فولاد بدون پوشش، حداقل تنش شکست ومشخصات پوشش در حداقل فضای ۴۶ اینچ در طول عضو برچسب زنی می‌شوند، تبدیل‌های زیر می‌توانند برای کاربرهای آشنا به سیستم ضخامت فولاد (gage)مفیدباشند.
ضخامت فولاد (mil) ضخامت فولاد gauge کد رنگ Ast/۴-c955
- ۱۸ ۲۵
- ۲۷ ۲۲
- ۳۳ ۲۰ سفید
- ۴۳ ۱۸ زرد
- ۵۴ ۱۶ سبز
- ۶۸ ۱۴ نارنجی
- ۹۷ ۱۲ قرمز[۳]

## آیا خانه‌های فولادی در معرض خوردگی قرار دارند؟
مالکین منازل انتظار دارند که خانه‌هایشان یک عمر یا بیشتر دوام داشته باشند بنابراین، وجود سیستم حفاظتی مناسب در مواد فریم‌ها برای تحقق این منظور لازم می‌باشد در مورد فولاد این کار توسط گالوانیزه‌سازی انجام می‌گیرد عضوهای فولادی واقع درداخل منازل همچون فریم کف یا دیوارها، سطح خوردگی بسیار کمتری دارند مطالعات نشان داده‌اند که فولاد با پوشش مرسوم روی G۴۰ بایستی تحت این شرایط تا بیش از ۱۰۰سال عمر کند. تمامی عضوهای سازه‌های دارای حداقل پوشش فلزی G۶۰ (یا معادل آن) می‌باشند. عضوهای فریم غیر سازه‌ای نیز دارای حداقل پوشش فلزی G۴۰(یا معادل) می‌باشند. عدم نصب تیرچه‌های CFS در تماس با مس ضروری است. مواد CFS با چوب خشک دیوارهای پیش ساخته، محصولات ایزولاسیون ویا گچ خشک وسیمان وارد واکنش نمی‌شوند. درآب وهواهای خاص ونامساعد همچون ساحلی بایستی از پوشش G۷۰برای حفاظت سازه‌ها استفاده گردد. مانند هاوایی که در آن خوردگی، موریانه، زمین لرزه جزو ملاحظات خاص محسوب می‌گردند.

## مواد مورد نیاز
سطح مقطع C شکل، گونه مرسوم در فریم‌های CFS محسوب می‌شود. یک عضو Cشکل متشکل از یک صفحه جان، یک بال ویک لبه سوراخدار یا بدون سوراخ می‌باشد. نبشی، صفحات، کانال‌های زیرسازی وکلاهی نیز می‌توانند موجود باشند. ضخامت عضو برحسب mils (یک هزارم اینچ) بیان می‌شود البته سیستم gauge هنوز به‌طور گسترده‌ای مورد استفاده قرار می‌گیرد .(هر چه gauge بالاتر باشد ضخامت کمتر است). فولاد در بین دیگر مصالح ساختمانی از بیشترین نسبت مقاومت به وزن برخوردار است.
عضوهای فریم CFS توسط عملیات سرد از ورقهای فولاد سازه‌ای وبرطبق یکی از استانداردهای زیر شکل‌دهی می‌شوند.
- ASTM A 653. Grades 33.37.۴۰ &۵۰(Class 1,3)
- ASTM A 722: Grades 33,37،۴۰ & ۵۰A
- ASTM A 875: Grades 33,37,40, & ۵۰(Class 1,31)

فولادهای که برطبق استاندارد ASTM A۶۵۳ ساخته می‌شوند بایستی در موارد ملزومات تنشی وارتجاعی با نسبت مقاومت تنشی به نقطه تسلیم حداقل ۱٫۰۸ وازدیاد طول کل حداقل ۱۰٪برای طول ۲"و%۷ برای ۸" همخوانی داشته باشند.

## تهیه کردن و حمل و نقل
CFS را معمولاً می‌توان از پخش‌کننده‌های اسکلت فولادی، تهیه‌کننده تیغه‌ها یا تولیدکننده‌های اسکلت‌های فولادی، تهیه کرد.
اجزاء فولادی به صورت دسته یا پالت وجود دارند. با یک جرثقیل می‌توان تخلیه بار را به راحتی انجام داد. با طراحی برش‌های دقیق می‌توانید کار را ساده کنید. نرم‌افزار Steelxpert یک ابزار عالی برای طراحی این برش هاست. همچنین توصیه می‌شود که مواد درخواستی را ۱۵٪ بیشتر سفارش دهید.

## اتصال دهنده‌های اجزاء CFS
پیچ‌های خودکار دریل‌کننده (یا پیچ‌های نفوذکننده) شایع‌ترین اتصال دهنده‌ها هستند دیگر تکنولوژی‌های اتصال مثل اتصال دهنده‌های بادی، پودری و چین دار (بدون اتصال دهنده) نیز قابل استفاده می‌باشند.
- اتصالات فولاد به فولاد، معمولاً از پیچ‌های سرعت شماره ۲/۱-۸ اینچ برای اتصال تیرچه‌ها / پایه‌ها به ناودانی‌ها استفاده می‌شود. از پیچ‌های دریل‌کننده شماره ۴/۳-۱۰ اینج برای فولادهای ضخیم‌تر استفاده می‌شود. از پیچ‌های دریل‌کننده با سطح مقطع کوچک برای مواد سخت استفاده می‌شود. پیچ‌ها باید با حداقل فاصله مرکزی ۰٫۵ اینچ از یکدیگر نصب شوند.
- اتصالات چوب به فولاد: معمولاً از پیچ شماره ۸ دریل کنند به همراه نقطه راهنما برای اتصال چوب به فولاد استفاده می‌شود. پیچ‌های خود دریل شونده با سر مخروطی نیز برای وارد شدن به چوب بدون ایجاد ترک در آن طراحی شده‌اند. پیچ‌هایی که سر آن آن‌ها ویفر است برای اتصال مواد نرم به پایه‌های فولادی مورد استفاده قرار می‌گیرند. از پیچ‌های سرپخ نیز برای نفوذ در جسم بدون ایجاد خرابی یا ترک در سطح پرداخت استفاده می‌شود.

پیچ‌های پوشش‌ها باید قبل از اینکه سطح پوشش را به داخل فشار دهند، آن را سوراخ کرده و از آن بگذرند.
- اتصالات صفحات گچی به فولاد. صفحات گچی با پیچ‌های سرتیز مخروطی شماره ۶ اینچ (با نام پیچ تیغه)، متصل می‌شوند. از یک تعیین‌کننده عمق جهت جلوگیری از ایجاد خسارت به صفحه گچی استفاده کنید. برای فولادهایی با ضخامت بیشتر از ۴۳mils از پیچ‌های مخروطی خود دریل شونده استفاده کنید .[۲][۳]